# 해외직구
해외직구(海外直購)란 인터넷 쇼핑몰을 통해 '해외에서 직접 구매'하는 소비행위를 의미하는 신조어이다. 짧게 줄여서 직구라고 부르는 경우도 많다. 해외직구라는 단어는 2010년을 전후하여 널리 퍼진 것으로 알려져 있으며, 생활 속에서 광범위하게 쓰이게 되자 국어사전에도 등재되었다. 또한 해외직구를 자주 이용하는 소비자들을 해외직구족이라고도 부른다.
해외직구가 활성화된 요인으로는 인터넷의 발달로 인해 온라인 쇼핑몰의 물리적 거리에 제약을 받지 않고 상품을 찾는 게 가능하다는데 있다. 국내에 수입유통되는 것은 일부분이지만 해외직구를 통하면 다양한 상품을 구입할 수 있는 게 가능하며, 중간 유통상을 거치지 않기 때문에 저렴하게 구입할 수 있는 것이다. 또한, 150달러- 200달러 이하의 상품을 자가용도로 구입할 경우에는 세금이 없다는 것도 해외직구가 각광받는 이유다. 종전에는 100달러 이상, 또는 15만원이상이면 세금을 부과했으나 한 미 FTA협정 체결이후 이를 상향조정한 것도 활성화의 한 이유이며, 특송화물에 대한 관세청의 신속통관제도도 해외직구의 활성화에 기여했다고 볼 수 있다.

## 시장 규모
해외직구는 인터넷이 대중화되던 2000년경부터도 있어왔지만, 일반에게도 대중화되고 급성장한 것은 2010년 이후로, 스마트폰 등이 널리 보급된 시기와 일치한다. 2010년 2억 4200만달러였던 해외직구 규모는 2011년 4억3100만, 2012년 6억 4200만, 2013년 9억 규모로 폭발적인 증가세를 보였다. 해외직구 규모는 2014년 상반기에만 약 7억달러(약 7538억원)에 달한다. 이는 전해인 2013년 같은 기간에 비해 48.5%나 증가한 수치로, 대한민국 전체 경제의 0.2%를 해외직구가 차지하게 되었다.

## 성장 배경
해외직구가 급성장한 배경에는 대한민국 내수시장을 소수의 대기업들이 장악하고 있으며, 심지어 같은 제품도 미국 등 해외 시장보다 대한민국 내수시장에서 가격이 훨씬 비싼 경우가 많다는 데 있다. 예를 들어 삼성전자는 가전제품을 내수시장보다 훨씬 싼 가격으로 미국시장에 판매하고 있는데, 대한민국에서는 450만원에 사야하는 삼성전자 TV가 해외직구를 통하면 관세와 우송료를 합쳐도 215만원으로 절반 이하에 불과하다. 이러한 불합리한 유통구조와 대기업의 폭리 때문에 해외에서 직접 구매하는 소비자가 급증한 것이 해외직구의 활성화 요인으로 꼽힌다. 전자제품, 건강식품, 의류, 책 등 그 분야는 다양하며 아마존, 옥션, 아이허브 등 직접 구매가 가능한 해외쇼핑몰 뿐 아니라 각종 배송 대행업체도 성업하게 되었다.
대한민국의 인터넷 쇼핑몰들은 대한민국의 웹 호환성 문제 때문에 구매시마다 매번 보안프로그램을 인스톨해야 하는 등 총 10단계를 넘어서는 많은 절차와 오랜 시간이 짜증을 유발하는 반면, 공인인증서나 액티브X로부터 자유로운 해외 쇼핑몰들은 한두번의 클릭만으로 결제가 가능한 쾌적한 시스템을 갖추고 있어 이 또한 해외직구를 활성화하는 요인이 되고 있다.
해외직구는 배송비가 비싸고 배송이 느리다는 불편과 사후처리의 어려움에도 불구하고, 가격적인 이점이 크고 다양한 해외 상품을 접할 수 있다는 이점 때문에 많이 이용되고 있다. 특히 대한민국 시장을 겨냥하여 배송비를 낮추고 국내 배송 수준으로 배송기간을 낮춘 사이트들도 생겨 큰 인기를 끌고 있다. 전자제품들의 경우 A/S가 어렵다는 단점이 있지만, 최근에는 기술발전으로 인해 초기불량이 아닌 이상 거의 고장이 없다는 이유 때문에 해외직구를 이용하는 소비자가 늘어나는 추세다.

## 방식
해외 직구의 방법은 크게 세가지로 나뉜다. 직접 해당 쇼핑몰에서 물건을 구매하는 직접배송, 상품은 직접 구매하고 배송은 대행업체에 맡기는 배송대행, 사고 싶은 제품만 정하고 구매부터 배송까지 모든 것을 위임하는 구매대행이 있다. 이중 가장 많이 쓰이는 방식은 배송대행인데, 일반적으로 해외 쇼핑몰의 배송비가 비싼데다 국제배송은 제공하지 않는 경우도 많기 때문이다.

## 관련 기업
2014년을 기준으로 대한민국에서 가장 많이 이용되는 해외직구 사이트는 아마존(55.9%)이며, 이베이(38.2%), 아이허브(36.8%) 순이다(복수응답 허용).
한국소비자원의 조사결과 소비자 만족도 면에서는 미국의 건강식품 쇼핑몰 아이허브가 품질·가격·신속하고 안전한 배송·A/S 측면에서 골고루 높은 점수를 받아 1위를 차지했다. 같은 조사에서 소비자 만족도 2위는 아마존(미국), 3위는 샵밥(미국), 4위는 라쿠텐(일본), 5위는 아마존재팬(3.61점), 6위는 드럭스토어(미국), 7위는 이베이(미국), 8위는 6PM(미국) 등의 순이다.
해외 사이트를 통해 결제한 물품을 한국으로 보내주는 배송 대행 사이트는 미국발 사이트는 1위 몰테일, 2위 위메프박스, 3위 유니옥션, 4위 아이포터, 5위 오마이집, 중국발 사이트는 1위 타배, 2위 보내요, 3위 킹직구  등의 순으로 선호도가 높았다. 배송 대행이란 해외 배송 대행지를 통해 국내 배송·통관 등을 대행해 주는 서비스이다.
현지에서 물건을 사다주는 구매 대행 사이트는 1위가 옥션 이베이, 2위가 G마켓 이베이, 3위가 위즈위드, 4위가 엔조이뉴욕 순으로 이용률이 높았다.
해외직구가 급성장하자 물류 대기업들을 비롯한 여러 기업들이 잇달아 해외직구 배송대행 시장에 뛰어들고 있다. CJ대한통운은 2011년 몰테일과 제휴하여 간접적으로 해외직구 시장에 진출했고, 2012년 현대로지스틱스는 미국에 해외직송 물류센터를 설립했다. MBC에서는 2014년 10월, 배송 대행 전문 업체 아이포터를 인수하고 해외직구 사업에 진출했다.

## 규제 움직임
해외직구에 대한 정치권의 움직임은 두가지로 나뉜다. 하나는 해외직구에 대한 규제를 풀어 내수시장의 가격 하락을 유도하는 것이고, 다른 하나는 해외직구를 규제하여 국내기업을 보호하는 것이다. 박근혜 정부가 2014년 3월부터 규제개혁 의지를 천명함에 따라 관세청에서는 해외직구를 간소하게 하기 위한 제도 개선에 나서기도 했다.
한편으로 일부 정치인들은 여러 가지 이유를 들어 해외직구에 대한 규제에 나서고 있다. 나성린 새누리당 의원은 해외직구가 탈세와 마약 밀수 등의 수단이 되므로 규제해야 한다고 주장했고, 류성걸 새누리당 의원은 해외직구가 범죄의 수단으로 악용되는데 단속 인력이 부족하다고 주장했으며, 박덕흠 새누리당 의원은 해외직구가 밀수 수단이 되고 있으므로 적발 수단을 마련해야 한다고 주장했다. 남윤인순 새정치민주연합 의원은 2014년 4월 8일 대한민국에서 인기가 높은 해외 쇼핑몰 아이허브를 직접 겨냥해, 캡슐의 젤라틴 성분으로 인해 광우병 위험이 있다고 주장했고, 이만우 새누리당 의원은 해외직구로 마약류가 마구 들어온다며 해외직구에 대한 규제를 강화할 것을 주장했다.
게다가 식약처(식품의약품안전처)에서는 2014년 4월 아이허브를 유해 사이트로 지정하고 접속을 차단하여 큰 논란을 일으켰다. 식약처는 미국에서 제작된 젤라틴 캡슐이 광우병을 유발할 수 있다며 "해외사이트에 대한 근본적인 접속 차단을 병행 추진하겠다"는 공식입장을 밝혔다. 그러나 아이허브는 애초부터 대한민국 내에서 통관이 허용되지 않는 성분에 대해 아예 구입이 불가능한 시스템으로 운영되고 있기 때문에, 이러한 사이트 차단 조치는 사이트를 이용하던 소비자들의 공분을 일으켰다. 사이트 차단이라는 극단적인 조치가 불합리한 것으로 비난받자, 아이허브 사이트 차단은 해제되고 정상운영되기 시작했으며, 대신 건과일 등 식품류에 대한 통관을 강화시켜 배송을 늦추는 방향으로 규제하게 되었다.
아이허브를 가장 먼저 차단한 것은 앞으로 정치권이 해외직구를 본격 규제할 지도 모름을 암시하는 매우 상징적인 사건으로 받아들여지고 있다. 아이허브는 2010년부터 입소문을 타기 시작해 2014년 현재 대한민국에서 가장 많은 사람들이 이용하는 해외 직구 쇼핑몰이기 때문이다.
여야 정치권의 이러한 움직임은 많은 비판의 대상이 되고 있다. 대한민국 내의 유통을 독점하는 대기업만 폭리를 취하는 불합리한 구조는 그대로 둔 채 해외직구만 막는다는 것은 소비자들의 자유와 권리를 침해하는 것이기 때문이다.